# エスノローグ
エスノローグ（Ethnologue: Languages of the World, 民族語の意）は、キリスト教系の少数言語の研究団体国際SILの公開しているウェブサイトおよび出版物。2005年に発表された第15版では、世界の言語6912について話者数、分布、方言、系統、聖書の翻訳の有無などを掲載している。言語に関する目録としては Linguasphere Observatory に次ぐ規模であるが、一部の言語では記述が古いままである。
2015年12月1日、ウェブサイトはこれまでの全面無料公開の方針を転換し、コンテンツの無料閲覧が可能な回数に制限を設け予約購読制とした。つづいて2019年10月26日、言語名などごく一部の情報や特集記事を除き、内容の閲覧が完全有料制となった。会費を払うほか、一定の契約のもとで加筆修正に協力することで閲覧権を得ることができる。

## SILコード
エスノローグは1984年に、SILコード (SIL code) と呼ばれるアルファベット3字の言語の略号を発表した。分量は当時の ISO 639-1、 rfc3066 を大きくしのいでいた。2000年の第14版で7148言語のコードを発表したが ISO 639-2 と整合しないものであった。2002年、ISO は SIL との間で対応付けに関する協議を設け、SILコードの分類を反映させた ISO 639-3 を共同で開発した。この過程で、第14版と第15版のSILコードの間では、一部の言語に関してコードの変換が必要となった。第15版のSILコードは ISO 639-3 に準拠しており、7299言語を収録している。2024年2月時点の第27版は現存の7164言語を取り扱う。

## 批判

### 学術上の論争
エスノローグでは、言語学者や一般の人の理解と異なる分類を載せることがある。例えば、エスノローグは、日本で使われている言語として日本語、日本手話、アイヌ語とともに、喜界語、北奄美大島語、南奄美大島語、徳之島語、沖永良部語、与論語、国頭語、中央沖縄語、宮古語、八重山語、与那国語といった言語を多く挙げている。しかしこれらの言語は、一般的には琉球語（琉球方言）の諸方言とみなされている。また多数の分類を行った国際SIL自体も、方言であるとの意見を排除しないと表明している。

### 研究動機や設立の経緯に対する批判
エスノローグの言語学面での功績を賞賛しつつも、活動の動機について強い批判を寄せる意見もある。上述の通り、国際SILはキリスト教系の団体であり、純粋に言語学的な活動というよりも宗教的な側面があると指摘される。